# 日本國鐵ED17型電力機車

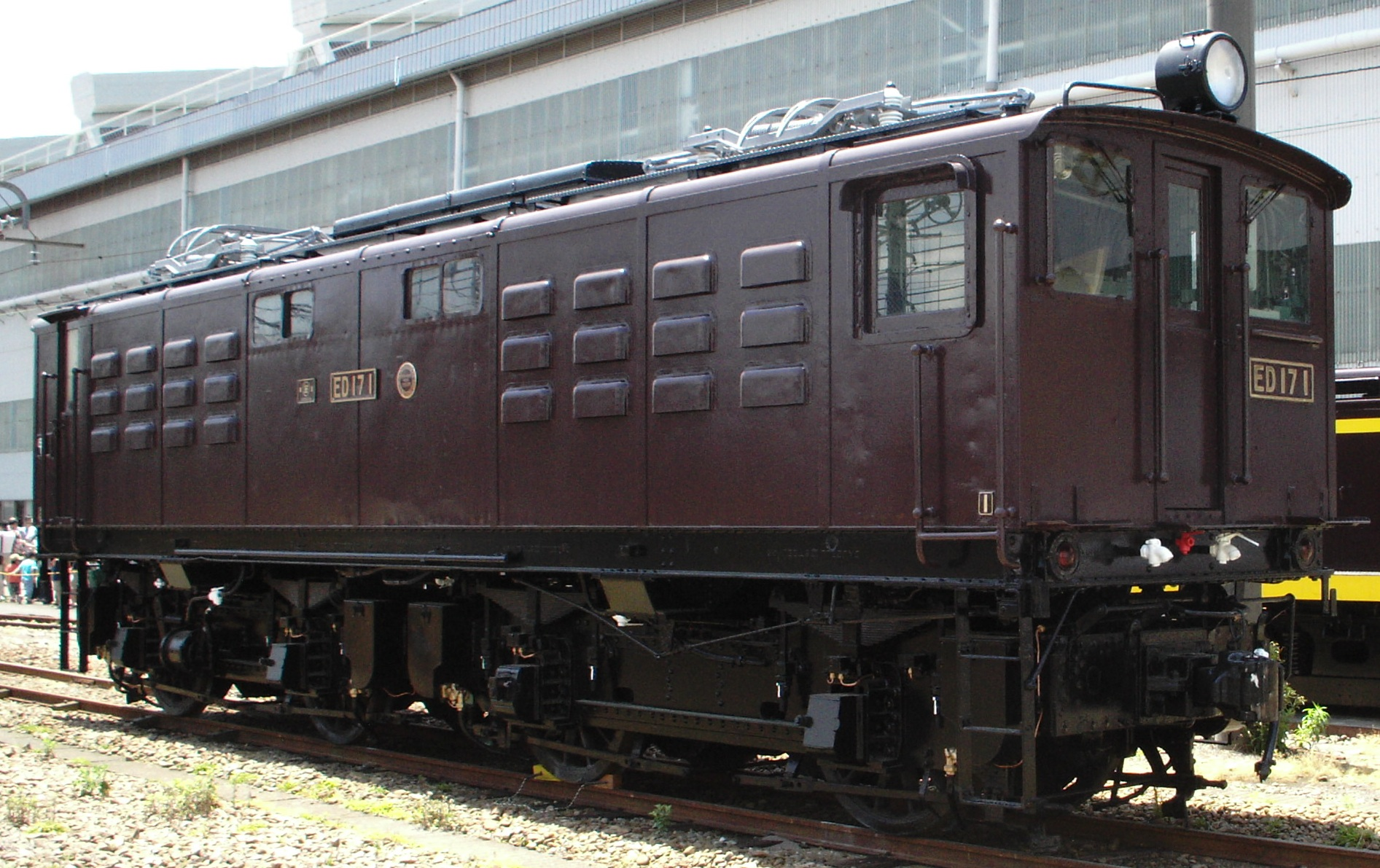
ED17 1号机车

ED17型电力机车（日语：ED17形電気機関車）是日本铁路的第一代干线电力机车车型之一，是由日本国有铁道的前身铁道省于1923年（大正12年）至1925年（大正14年）从英国引进的一系列电力机车改造而成，由英国电气公司设计制造，适用于供电制式为1500伏直流电的电气化铁路。

## 历史

### ED13

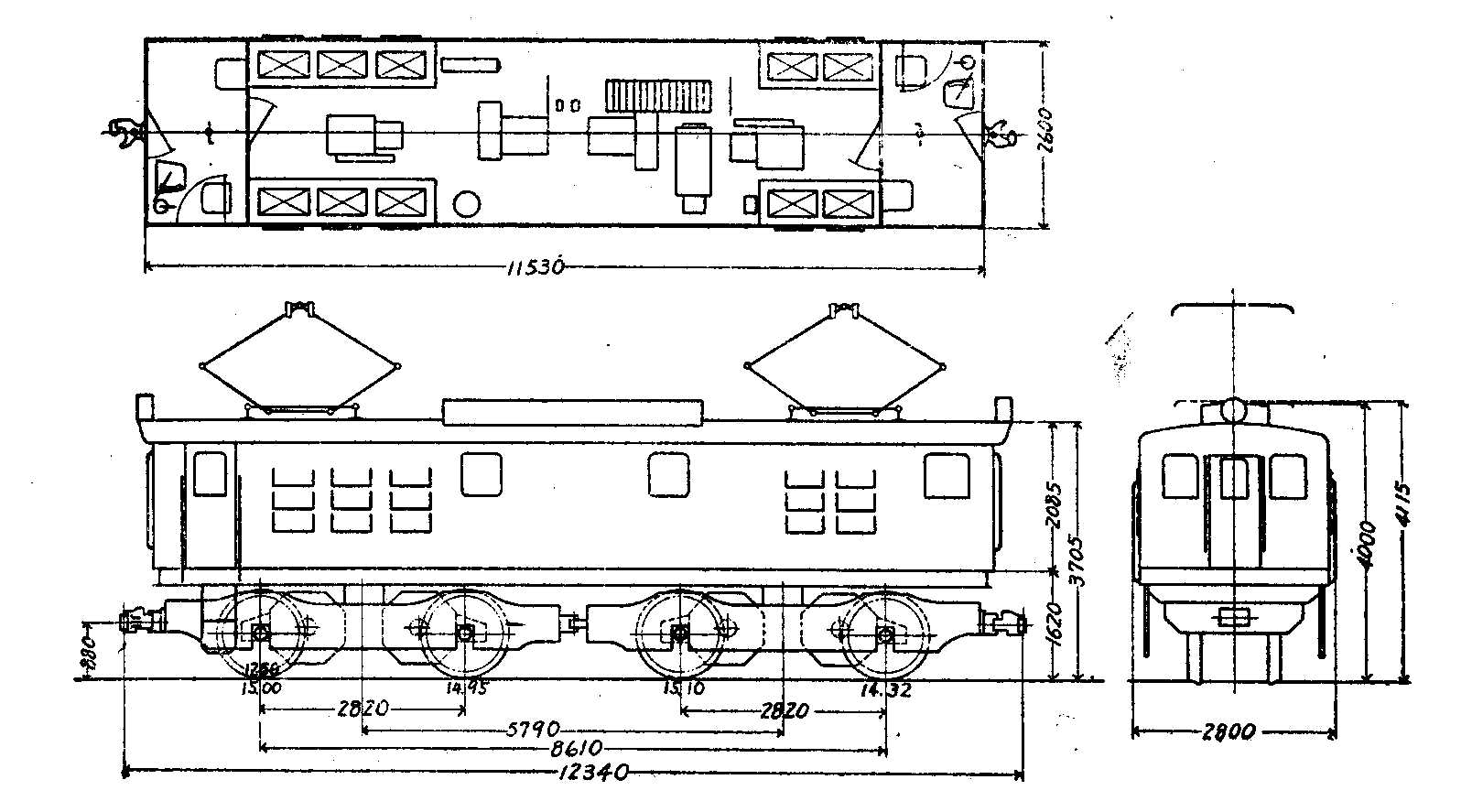
ED13型电力机车的总体布置

1922年（大正11年），日本铁道省决定对东海道本线实施电气化改造。由于当时日本并没有制造干线电力机车的经验，因此决定采用首先从国外引进的办法。日本除了向美国和瑞士订购电力机车外，亦从英国电气公司（English Electric）引进了两台干线货运电力机车，当时定型为1030型电力机车（1030～1031）。1928年（昭和3年）10月，根据铁道省的车辆形式称号规程修订，该型机车改称为ED13型电力机车。
ED13型电力机车的电气设备由英国电气公司制造，而机械部分则由佩克特公司阿特拉斯工厂（Packett & Sons, Atlas Works）制造。机车采用非承载式结构的全金属箱形车体，车体两端各设有一个司机室，车体中部为电气室。司机室前方中央设有一道端门，并在机车运行方向左侧设有一道侧门。电气室的侧墙设有18个小型通风窗口。车顶安装有两台双臂式受电弓。机车走行部为两台二轴转向架，车钩直接安装在转向架构架的端梁上，两台转向架之间设有弹性联接装置，以提高机车的小半径曲线通过性能，并用于传递牵引力。ED13型电力机车是直—直流电传动的直流电力机车，通过调节起动电阻、牵引电动机的串—并联转换来达到调速的目的。牵引电动机采用抱轴式悬挂，牵引齿轮传动比为19：77（1：4.05）。
ED13型电力机车投入运用初期，首先配属到田町机关区，主要在东海道本线和中央本线担当货物列车的牵引任务，并曾经在伊东线牵引旅客列车。1935年，机车完成改装国铁标准型的空气压缩机、冷却风机和电动发电机等辅助装置，取代了原装的进口产品。二战结束之后，日本国铁对ED13型电力机车进行统型改造，对其设备布置作了进一步改良，并更换了国产的国铁标准型电气部件，包括受电弓和牵引电动机等。ED13型电力机车完成改造后，改称为ED17型电力机车（ED17 27～ED17 28），随后改配属作并机关区，并投入仙山线运用。此后，随着仙山线完成交流电气化改造，这两台机车于1968年（昭和43年）9月报废解体。

### ED50
1923年（大正12年），为了满足东海道本线和横须贺线的电气化需要，日本向英国订购了一批17台干线客运电力机车，当时定型为1040型电力机车（1040～1056）。1928年（昭和3年）10月，根据铁道省的车辆形式称号规程修订，该型机车改称为ED50型电力机车（ED50 1～ED50 17）。
ED50型电力机车的电气设备由英国电气公司制造，而机械部分则由北英机车公司（North British）制造。机车的总体结构和ED13型电力机车大致相同，采用非承载式结构的全金属箱形车体，电气室的侧墙设有32个小型通风窗口。机车采用直—直流电传动，通过调节起动电阻、牵引电动机的串—并联转换和磁场削弱来达到调速的目的。牵引电动机采用抱轴式悬挂，牵引齿轮传动比为24：72（1：2.96）。
ED50型电力机车投入运用初期，主要在横须贺线担当旅客列车的牵引任务。至1930年，随着横须贺线采用32系电力动车组并实现通勤化，日本铁道省决定将ED50型电力机车改造为客货运通用机车，齿轮传动比改为18：78（1：4.33）。1931年9月，所有ED50型电力机车已完成改造，并改称为ED17型电力机车（ED17 1～ED17 17），改配属甲府机关区并投入到中央本线运用，担当八王子至甲府区段的客货运牵引任务。

### ED52
1923年（大正12年），为了满足东海道本线和横须贺线的电气化需要，日本向英国订购了另一批6台干线客运电力机车，当时定型为6000型电力机车（6003～6008）。1928年（昭和3年）10月，根据铁道省的车辆形式称号规程修订，该型机车改称为ED52型电力机车（ED52 1～ED52 6）。实际上日本原本订购了9台该型机车，但由于首三台机车（6000～6002）在关东大地震在横滨港坠入海中，后来被送回英国返修，至1925年（大正14年）交付日本，即ED51型电力机车。
ED52型电力机车的电气设备由英国电气公司制造，而机械部分则由北英机车公司制造。除了改变了牵引齿轮传动比（27：69=1：2.56）以提高最高速度外，ED52型电力机车的总体结构和ED50型电力机车大致相同。
ED52型电力机车投入运用初期，主要在东海道本线和横须贺线担当旅客列车的牵引任务。至1932年，其中四台机车（ED52 3～ED52 6）被改造为客货运通用机车，齿轮传动比改为18：78（1：4.33），并改称为ED18型电力机车（ED18 3～ED18 6），改配属甲府机关区并投入到中央本线运用。1950年，日本国铁对这批电力机车进行统型改造，并更换了国产的国铁标准型电气部件，改称为ED17型电力机车（ED17 19～ED17 21）。
而余下的两台ED52型电力机车（ED52 1～ED52 2）则继续在东海道本线运用，至1943年亦通过改变齿轮传动比而改造为货运机车，并改称为ED17型电力机车（ED17 22～ED17 23），后于1946年（昭和21年）停运报废。

### ED51

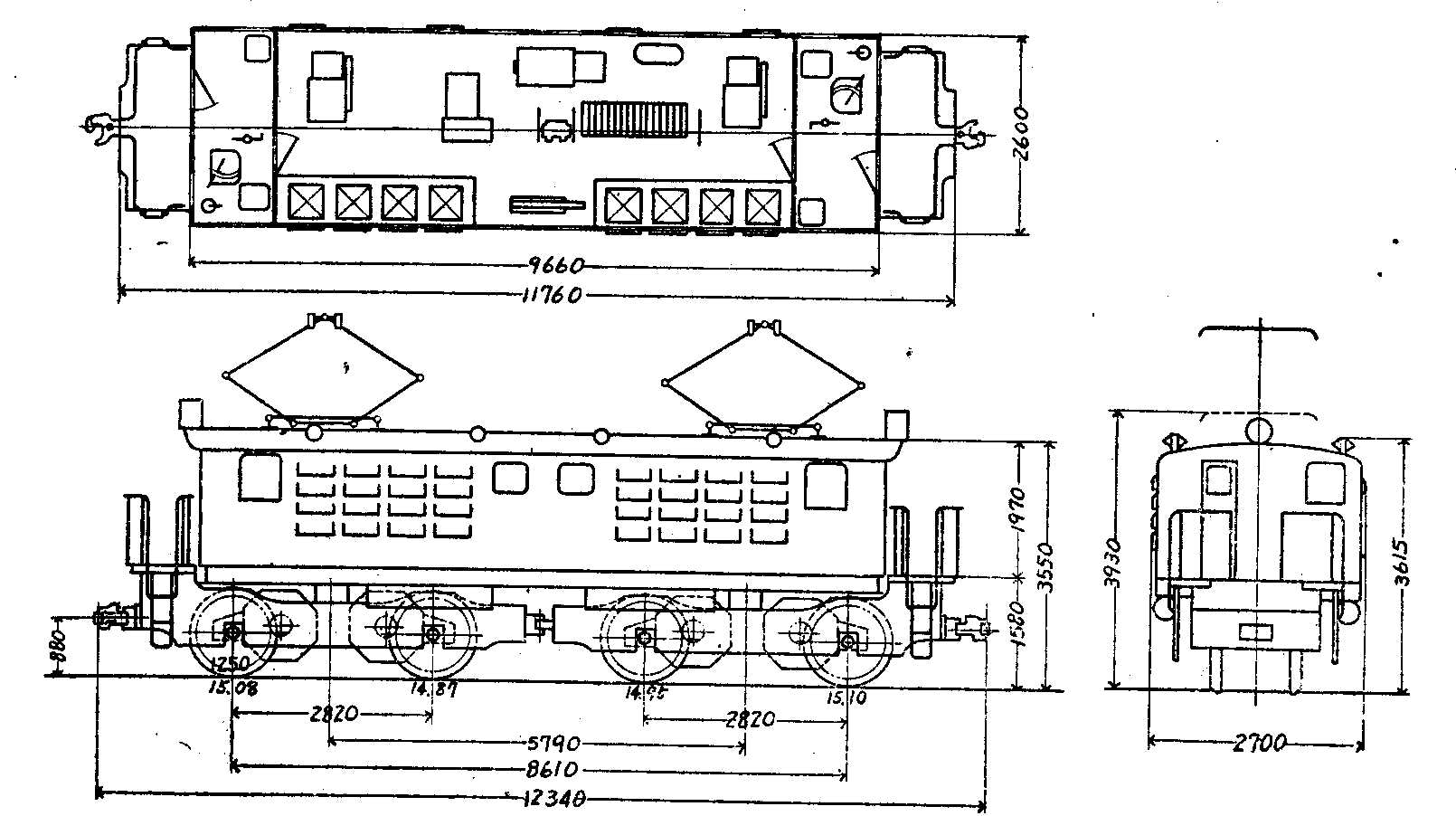
ED51型电力机车的总体布置

1923年（大正12年），为了满足东海道本线和横须贺线的电气化需要，日本向英国订购了另一批9台干线客运电力机车，当时定型为6000型电力机车（6000～6008）。但由于首三台机车（6000～6002）在关东大地震在横滨港坠入海中，后来被送回英国返修，至1925年（大正14年）才交付日本。1928年（昭和3年）10月，根据铁道省的车辆形式称号规程修订，该三台机车改称为ED51型电力机车（ED51 1～ED51 3）。
与ED13、ED50、ED52型电力机车相比，ED51型电力机车的车体结构和设备布置均与前者有所差异。ED51型电力机车的车体长度被缩短，并在机车两端增加露天的通过台区域；司机室前方的端门改为设于机车运行方向的右侧；电气室内的设备采用非对称的布置方式，电阻器和附属的通风器集中布置在车体一侧。
1927年（昭和2年）10月20日，6001、6002号机车被指定为牵引日本皇室列车的电力机车。1938年（昭和13年），日本铁道省决定将ED51型电力机车改造为客货运通用机车，齿轮传动比改为18：78（1：4.33），并改称为ED17型电力机车（ED17 24～ED17 26），改配属甲府机关区并投入到中央本线运用。ED17 25号机车在二战期间报废。而ED17 24、ED17 26号机车在战后转移到国府津机关区，担当横须贺线货物列车的牵引和调车任务，至1970年12月停运报废。

## 技术数据
| 车型                 | ED13                                    | ED50                                    | ED52                                          | ED51                                  |
| -------------------- | --------------------------------------- | --------------------------------------- | --------------------------------------------- | ------------------------------------- |
| 交付年份             | 1924年                                  | 1923年                                  | 1923年                                        | 1925年                                |
| 受流电压             | 1500伏直流电（初期为600、1200伏直流电） | 1500伏直流电（初期为600、1200伏直流电） | 1500伏直流电（初期为600、1200伏直流电）       | 1500伏直流电                          |
| 轴式                 | Bo-Bo                                   | Bo-Bo                                   | Bo-Bo                                         | Bo-Bo                                 |
| 车钩中心距           | 12,340 mm                               | 12,340 mm                               | 12,340 mm                                     | 12,340 mm                             |
| 车体宽度             | 2,800 mm                                | 2,800 mm                                | 2,800 mm                                      | 2,700 mm                              |
| 车体高度             | 4,065 mm                                | 3,935 mm                                | 3,935 mm                                      | 3,935 mm                              |
| 整备重量             | 60.40 t                                 | 58.32 t                                 | 57.97 t                                       | 56.60 t                               |
| 牵引电动机           | MT6A                                    | MT6                                     | MT6                                           | MT6                                   |
| 牵引功率             | 840 kW                                  | 840 kW                                  | 840 kW                                        | 840 kW                                |
| 持续牵引力（小时制） | 10,000 kg                               | 6,800 kg                                | 5,200 kg                                      | 5,200 kg                              |
| 持续速度（小时制）   |                                         |                                         | 58.0 km/h                                     | 58.0 km/h                             |
| 齿轮传动比           | 18:78=1:4.33                            | 24:72=1:2.96                            | 27:69=1:2.56                                  | 27:69=1:2.56                          |
| 改造                 | 1949年改造为ED17型电力机车（27～ 28）   | 1931年改造为ED17型电力机车（1～ 17）    | 1943年至1950年改造为ED17型电力机车（19～ 21） | 1938年改造为ED17型电力机车（24～ 26） |

## 参看
- ED10型电力机车
- ED11型电力机车
- ED14型电力机车
- 日本电力机车列表